# Fraj Dhuibi
Fraj Dhuibi (en árabe: فرج ذويبي‎; 14 de septiembre de 1991) es un deportista tunecino que compite en judo.
Ganó tres medallas en los Juegos Panafricanos entre los años 2015 y 2023, y once medallas en el Campeonato Africano de Judo entre los años 2011 y 2025.

## Palmarés internacional
| Juegos Panafricanos | Juegos Panafricanos               | Juegos Panafricanos | Juegos Panafricanos |
| Año                 | Lugar                             | Medalla             | Categoría           |
| ------------------- | --------------------------------- | ------------------- | ------------------- |
| 2015                | Brazzaville (República del Congo) | Medalla de bronce   | –60 kg              |
| 2019                | Rabat (Marruecos)                 | Medalla de plata    | –60 kg              |
| 2023                | Acra (Ghana)                      | Medalla de plata    | –60 kg              |
| Campeonato Africano |                                   |                     |                     |
| Año                 | Lugar                             | Medalla             | Categoría           |
| 2011                | Dakar (Senegal)                   | Medalla de plata    | –60 kg              |
| 2012                | Agadir (Marruecos)                | Medalla de plata    | –60 kg              |
| 2013                | Maputo (Mozambique)               | Medalla de bronce   | –60 kg              |
| 2014                | Puerto Louis (Mauricio)           | Medalla de oro      | –60 kg              |
| 2016                | Túnez (Túnez)                     | Medalla de plata    | –60 kg              |
| 2017                | Antananarivo (Madagascar)         | Medalla de oro      | –60 kg              |
| 2018                | Túnez (Túnez)                     | Medalla de plata    | –60 kg              |
| 2019                | Ciudad del Cabo (Sudáfrica)       | Medalla de oro      | –60 kg              |
| 2020                | Antananarivo (Madagascar)         | Medalla de oro      | –60 kg              |
| 2022                | Orán (Argelia)                    | Medalla de plata    | –60 kg              |
| 2025                | Abiyán (Costa de Marfil)          | Medalla de bronce   | –60 kg              |